# 足利インターチェンジ
足利インターチェンジ（あしかがインターチェンジ）は、栃木県足利市菅田町にある北関東自動車道のインターチェンジである。
太陽光発電や省エネルギー設備を導入した環境に優しい『ECOインター』として整備された。

## 接続する道路
- E50 北関東自動車道（6番）
- 国道293号[1]
- 足利市道北郷学校通り

## 歴史
- 2010年（平成22年）5月25日：名称が足利ICに決定[3]。
- 2011年（平成23年）3月19日：太田桐生IC - 佐野田沼IC間開通に伴い、供用開始[1][4]。

## 料金所
- ブース数：4

### 入口
- ブース数：2
  - ETC専用：1
  - 一般：1

### 出口
- ブース数：2
  - ETC専用：1
  - 一般：1

## 周辺
- 足利市立北中学校
- 足利インター・ビジネスパーク - 中小企業基盤整備機構が造成した産業団地。
  - 昭栄家具センター
  - ユーティエンジニアリング
  - リードエンジニアリング
  - ユタカ・ルートサービス
  - 日本ベルト工業
  - エヌテック
  - スコープ
  - 小林精工
  - 日東産業
  - 髙木工業
  - カナフジ電工
  - ユニオン合成
  - 旭機工
  - 共和工業
  - 本所自動車工業
  - 足利ロジスティクスセンター1
  - 足利ロジスティクスセンター2
- 赤松台団地
- こころみ学園
- ココ・ファーム・ワイナリー

## 隣
E50 北関東自動車道
(5)太田桐生IC - 足利SIC（仮称・事業中） - (6)足利IC - (6-1)出流原PA/SIC - (7)佐野田沼IC